# Ангінешть
Ангінешть, Ангінешті (рум. Anghinești) — село у повіті Арджеш в Румунії. Входить до складу комуни Бейкулешть.
Село розташоване на відстані 133 км на північний захід від Бухареста, 28 км на північний захід від Пітешть, 107 км на північний схід від Крайови, 98 км на південний захід від Брашова.

## Населення
За даними перепису населення 2002 року у селі проживала 291 особа, усі — румуни. Усі жителі села рідною мовою назвали румунську.